# Gometz-le-Châtel
Gometz-le-Châtel  [gomɛt̪s lǝ ʃɑt̪ɛl] je francouzská obec v departementu Essonne v regionu Île-de-France.

## Poloha
Obec Gometz-le-Châtel se nachází asi 25 km jihozápadně od Paříže. Obklopují ji obce Gif-sur-Yvette na severozápadě a na severu, Bures-sur-Yvette na severovýchodě a na východě, Saint-Jean-de-Beauregard na jihovýchodě, Janvry na jihu a Gometz-la-Ville na jihozápadě a na západě.

## Pamětihodnosti
- Kostel svatého Klára postavený v 11. století a chráněný jako historická památka

## Vývoj počtu obyvatel
Počet obyvatel